# آماتیکولا
آماتیکولا (به لاتین: AMatikulu) یک شهرک در آفریقای جنوبی است که در کوازولو-ناتال واقع شده‌است.